# Fritz Bischoff (résistant)
 (novembre 2024).
Si vous disposez d'ouvrages ou d'articles de référence ou si vous connaissez des sites web de qualité traitant du thème abordé ici, merci de compléter l'article en donnant les références utiles à sa vérifiabilité et en les liant à la section « Notes et références ».
Pour les articles homonymes, voir Bischoff.
Fritz Bischoff (né le 1er juillet 1900 à Rixdorf, mort le 3 mai 1945 dans la baie de Lübeck) est un homme politique, résistant allemand au nazisme.

## Biographie
Fritz Bischoff rejoint après la fin de sa scolarité le mouvement des jeunes socialistes, autour de Karl Liebknecht. Il est membre à leurs fondations de la Ligue spartakiste puis du KPD.
De 1920 à 1930, il travaille pour l'agence commerciale soviétique à Berlin et à Hambourg. En 1923, il épouse Charlotte Wielepp. En 1925, il devient membre du département Agitprop de la direction du district de KPD de la côte de Hambourg et s'occupe de questions culturelles. En 1930, il est élu président de l'Interessengemeinschaft für Arbeiterkultur (IfA); plus tard, il prend aussi la présidence de l'Association des libres penseurs prolétariens.
À l'automne 1933, Bischoff est nommé secrétaire politique de la direction du district du KPD Hesse-Francfort par le comité central du KPD et organise la résistance politique contre le national-socialisme dans cette région. Il prend contact avec des groupes sociaux-démocrates et d'autres groupes de résistance pour développer un Front unique contre le national-socialisme et la guerre.
En septembre 1934, il est arrêté par la Gestapo et condamné à huit ans d'emprisonnement qu'il purge à Cassel-Wehlheiden. À la fin de sa peine de prison, il est déporté au camp de concentration d'Oranienbourg-Sachsenhausen, puis au camp de concentration de Neuengamme. En avril 1945, il est conduit avec près de 8 000 autres prisonniers de Neuengamme vers la baie de Lübeck et embarque sur le Cap Arcona. Bischoff se noie au moment où le paquebot est coulé par l'aviation britannique.